# Aristostomias grimaldii
Aristostomias grimaldii – gatunek głębinowej ryby z rodziny wężorowatych (Stomiidae). Osiąga do 18,2 cm długości.